# Nuliodon fishburni
Genre
Espèce
Nuliodon fishburni, unique représentant du genre Nuliodon, est une espèce d'araignées aranéomorphes de la famille des Miturgidae.

## Distribution
Cette espèce est endémique du Queensland en Australie.

## Description
La carapace de mâle holotype mesure 2,25 mm sur 1,75 mm et son abdomen 2,65 mm sur 1,31 mm. La carapace de la femelle paratype mesure 1,75 mm sur 1,63 mm et son abdomen 2,81 mm sur 3,20 mm.

## Étymologie
Cette espèce est nommée en l'honneur de Paul Fishburn.

## Publication originale
- Raven, 2009: Revisions of Australian ground-hunting spiders: IV. The spider subfamily Diaprograptinae subfam. nov. (Araneomorphae: Miturgidae). Zootaxa, no 2035, p. 1-40.